# Broek (Friesland)
Broek (Fries: De Broek) is een dorp in de gemeente De Friese Meren, in de Nederlandse provincie Friesland. Het ligt ten zuidoosten van Sneek en iets ten westnoordwesten van Joure. In 2023 telde het dorp 260 inwoners.
Broek is een typisch vaardorp, wat nog steeds zichtbaar is. In de atlas van Schotanus uit 1718 is er geen enkele wegverbinding te vinden op de grietenijkaart van Doniawerstal. 
Het dorp is ontstaan langs de Broekstervaart. Deze vaart wordt ten zuiden doorsneden door de Zijlroede. De meeste bebouwing ligt aan de oostelijke kant van de vaart. Ten zuiden van de Zijlroede liggen nog enkele boerderijen, voorheen Broek-Zuid genoemd. De beide delen hebben geen directe verbinding over land; de route over de weg van het ene naar het andere deel voert via Joure. De Polder De Bloksloot (of Blokslootpolder) ten westen van het dorp, valt qua adressering onder Broek.

## Geschiedenis
Broek is waarschijnlijk door mensen uit de omgeving van Sneek rond het jaar 1250 gesticht. De eerste bewoners vestigden zich langs de vaart, toen een kleine veenstroom. De plaats werd achtereenvolgens als Broech, Broeck en Broek gespeld. De plaatsnaam verwijst meer dan waarschijnlijk naar een drassig of moerrassig land. 
Broek kent weinig nieuwbouw van na de Tweede Wereldoorlog. De inwoners verzetten zich halverwege de jaren negentig tegen uitbreidingsplannen van Joure. De slogan die daarbij werd gebruikt, luidde; Wij gaan over de rooie als Joure met Broek gaat klooien. Als gevolg van de protesten werd de uitbreiding niet uitgevoerd. In 2014 werd besloten dat de wijk er alsnog moet gaan komen.
Het aantal woningen is daarbij drastisch teruggeschroefd, anno 2018 staan er 86 woningkavels gepland in plaats van de oorspronkelijk geplande 800 woningen bij het allereerste voorstel. Daarmee was de geplande wijk veel ruimer en als luxe opgezet. De wijk werd in 2019 bouwrijp gemaakt.
Tot 1 januari 2014 lag Broek in de gemeente Skarsterlân.

## Kerk en klokkenstoel
De PKN-kerk van Broek stamt uit 1913 en is een bakstenen zaalkerk uit 1913. De kerk werd op de plek gebouwd waar eerder al een kerk stond. De gevelsteen is meer dan waarschijnlijk afkomstig van die vorige kerk uit 1694.
Bij de kerk staat een klokkenstoel.

## Molen
Aan de noordzijde van het dorp staat een Amerikaanse windmotor van het zeldzame type Van der Laan, die oorspronkelijk uit 1915 dateert.

## Fotogalerij

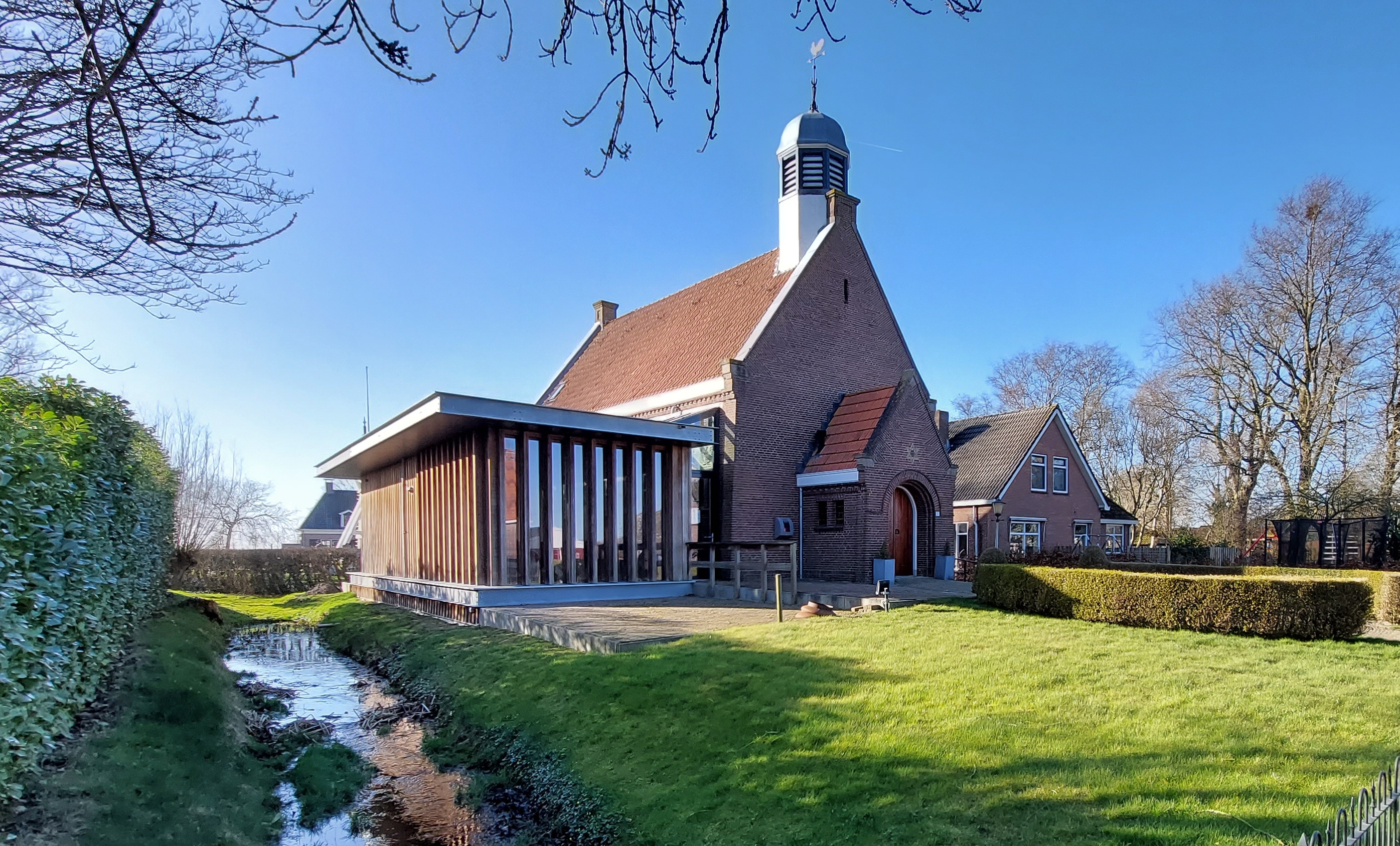
Kerk van Broek
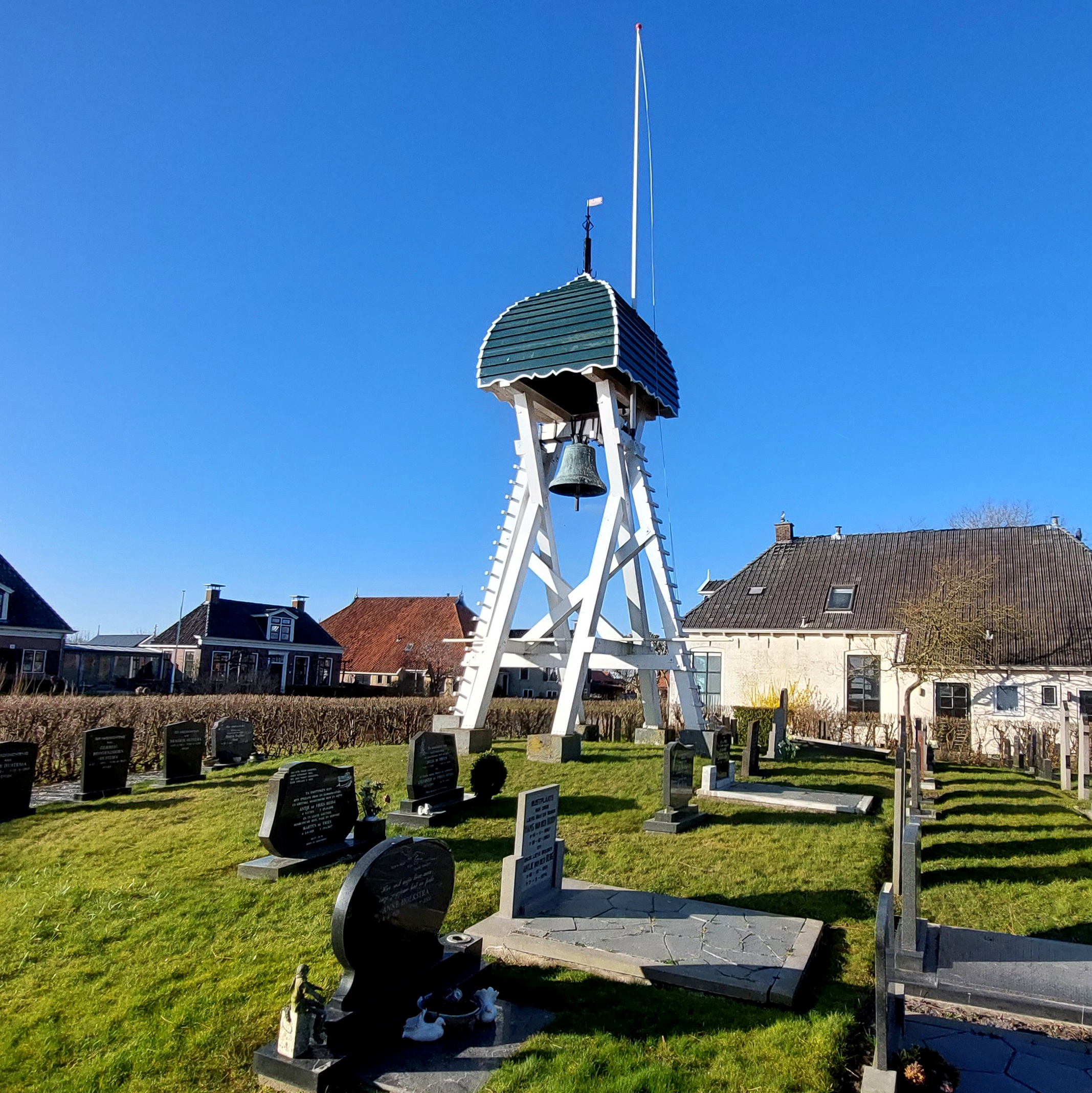
Klokkenstoel
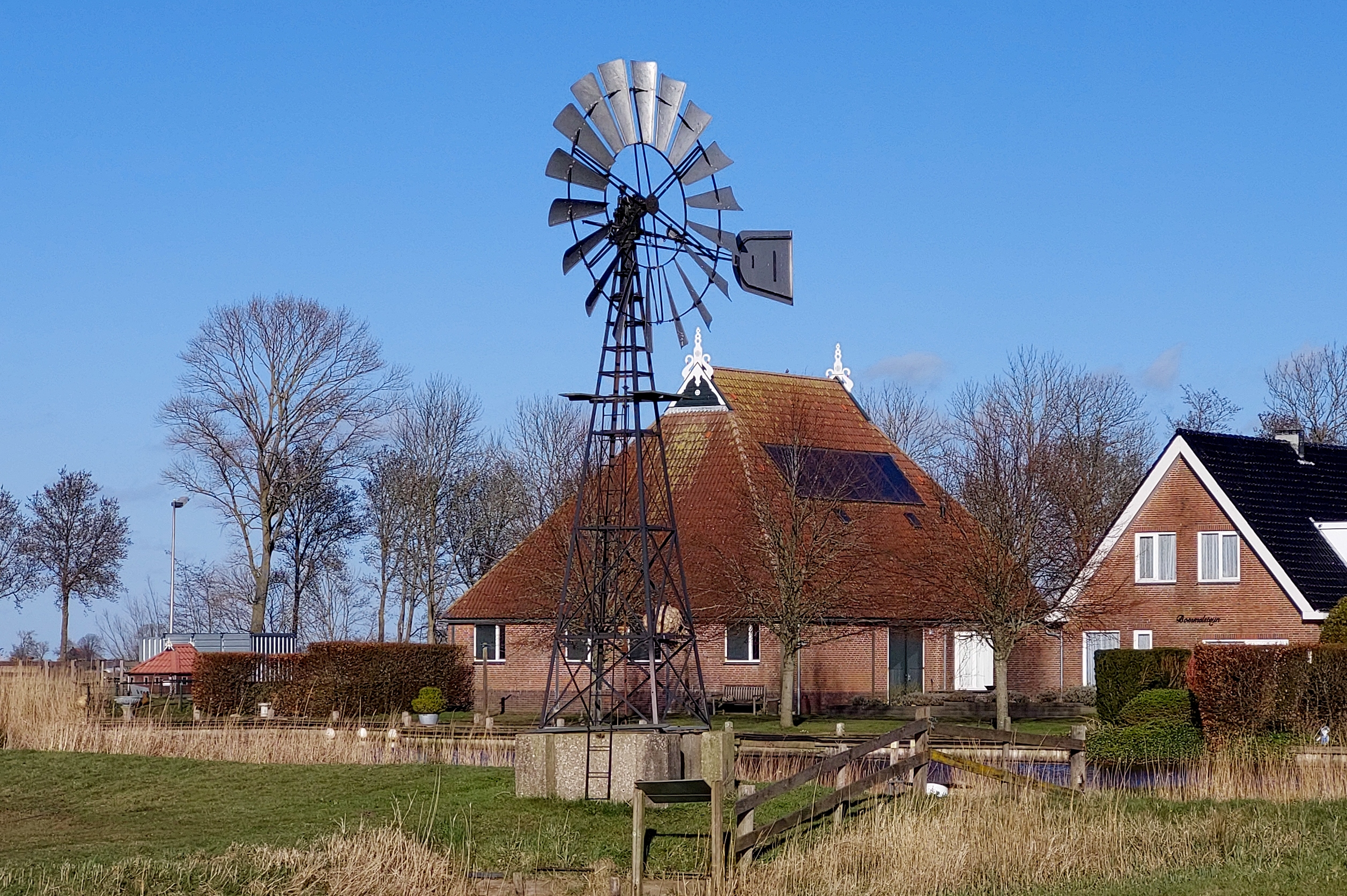
Windmotor

## Geboren in Broek
- Jelle Broers Hylckama (1545-1618), politicus